# Język bo
Język bo (znany także jako aka-bo) – wymarły język z Andamanów, należący do języków wielkoandamańskich. Występował w północno-zachodniej części Północnego Andamanu w Indiach. Przedrostek aka- w nazwie języka aka-bo jest częstym w językach andamańskich prefiksem dla słów związanych z językiem.
Ostatnia osoba znająca język bo, Boa Sr, zmarła 26 stycznia 2010 w wieku 85 lat.